# Ripipteryx capotensis
Ripipteryx capotensis is een rechtvleugelig insect uit de familie Ripipterygidae. De wetenschappelijke naam van deze soort is voor het eerst geldig gepubliceerd in 1970 door Günther.